# Stichopogon barbistrellus
Stichopogon barbistrellus är en tvåvingeart som beskrevs av Friedrich Hermann Loew 1854. Stichopogon barbistrellus ingår i släktet Stichopogon och familjen rovflugor. Inga underarter finns listade i Catalogue of Life.